# Nokia N95
Nokia N95 (N95-1, внутрішнє ім'я RM-159) — смартфон Nokia (серія Nseries), випущений у березні 2007. N95 має ОС S60 3rd Edition,  Symbian OS v9.2. Телефон може розкладатися в дві сторони, з доступом або до медіапрогравача, або до цифрової клавіатури. Спочатку була випущена в сірому корпусі, пізніше також і в чорному. Була випущена і лімітована версія золотистого і пурпурового кольору. Ціна на N95 під час релізу була €550 (близько US$730, £370). В Україні початкова ціна складала близько 900 дол або 4500 грн (кінець 2007).

## Характеристики
- Global Positioning System (GPS) з картами and optional turn-by-turn navigation;
- 5-ти мегапіксельна цифрова камера з оптикою Carl Zeiss, фотоспалах, запис відео і відеоконференція;
- безпровідний зв'язок через HSDPA, IrDA, 802.11x і Bluetooth;
- портативний медіаплеєр з можливістю завантажувати подкасти з мережі;
- FM-радіо;
- трансляція композитного відео на інші пристрої через фірмовий кабель;
- багатозадачність (можна запускати кілька додатків одночасно);
- браузер із підтримкою HTML, JavaScript і Adobe Flash;
- повідомлення через SMS, MMS та e-mail;
- офісний пакет і органайзер;
- можливість інсталювати і запускати мобільні додатки сторонніх фірм на платформі Java ME або Symbian.

Телефон підтримує такі мобільні мережі: GPRS (2.5G), EDGE (2.75G), UMTS (3G) і HSDPA (3.5G), перший смартфон, що підтримував 3.5G.

## Рекламні девізи
- English: «It's what computers have become.»
- Latvian language: «Tagad dators izskatās tā.» (Translated «Now a computer looks like this.»)
- Russian language: «Таким я знаю компьютер» (Translated «That is how I know my computer to be.»)
- Serbian language: «U što su se računala pretvorila.» (Translated «This is what computers have become».)